# Carl Langhammer

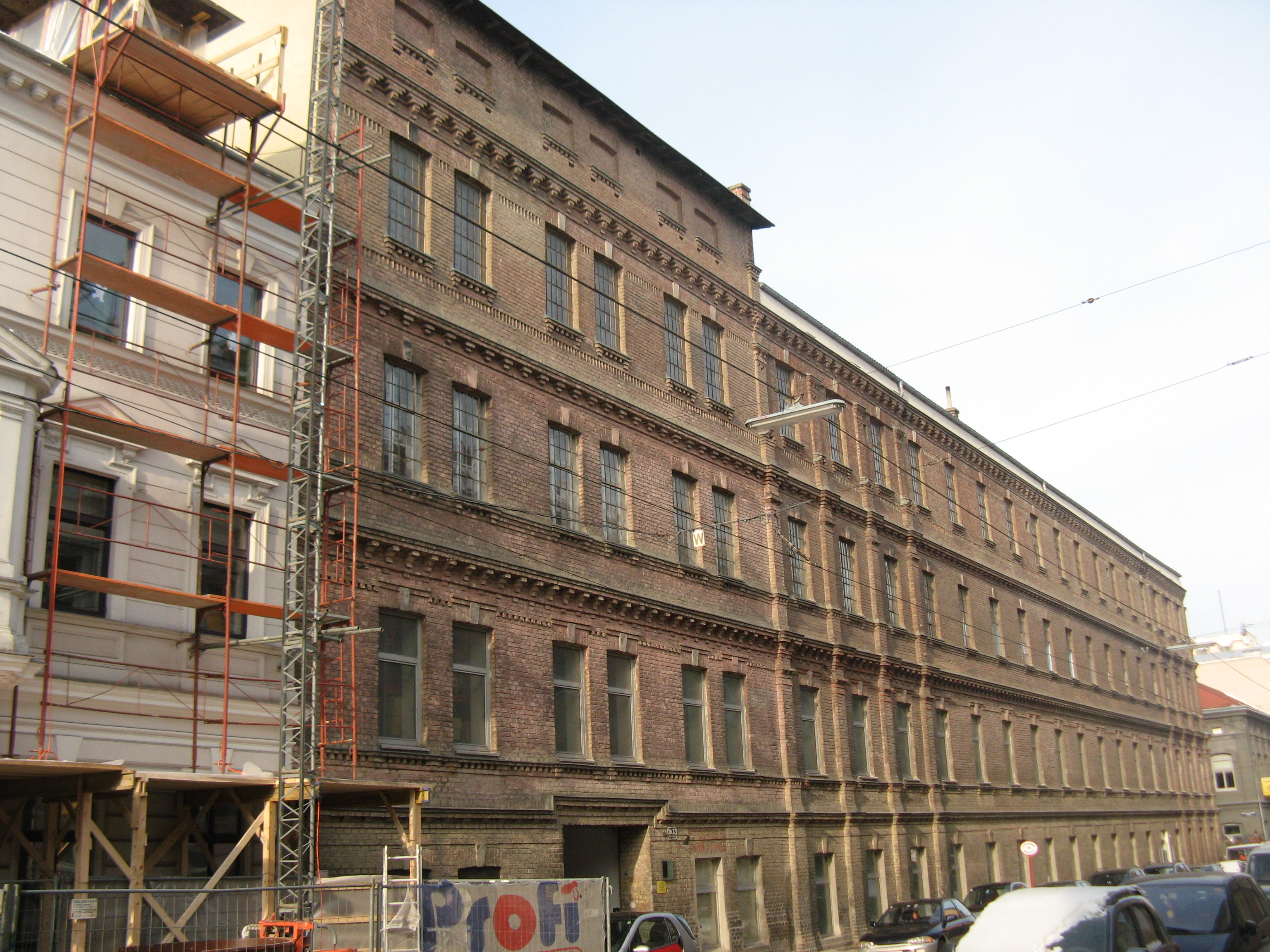
Ehemalige Lampenfabrik und Warenhaus (1898), Leebgasse 30–32, von Carl Langhammer

Carl Langhammer (* 1840 in Wiesenberg, Mähren; † 30. Dezember 1906 in Wien) war ein österreichischer Architekt.

## Leben
Der aus Nordmähren stammende Langhammer kam 1876 nach Wien, wo er ein Architekturbüro im 4. Bezirk eröffnete. Als Geschäftsleiter und Werkmeister in diesem Büro wird Leopold Bauer erwähnt. Im November 1906 meldete sich Langhammer nach Mährisch-Schönberg  ab. Er starb im Alter von 66 Jahren in einem Wiener Spital und wurde in seinem Geburtsort Wiesenberg/Loucna nad Desnou in Tschechien beigesetzt.

## Bedeutung
Carl Langhammer war ein späthistoristischer Architekt, der Wohn- und Geschäftshäuser mit palaisartigen Fassaden erbaute, die an der Wiener Neurenaissance orientiert sind. Die meisten seiner Gebäude wurden in der Umgebung seiner Kanzlei errichtet. Außerdem beschäftigte er sich mit dem Fabriksbau.

## Werke
- Wohnhaus, Margaretenstraße 101, Wien 5 (1875)
- Wohn- und Geschäftshaus, Heumühlgasse 2a, Wien 4 (1876)
- Wohnhaus, Schönbrunner Straße 40, Wien 5 (1877)
- Wohn- und Geschäftshaus, Schönbrunner Straße 39, Wien 5 (1878)
- Wohnhaus, Schönbrunner Straße 43, Wien 5
- Wohnhaus, Schönbrunner Straße 77, Wien 5 (1879)
- Wohnhaus, Schmalzhofgasse 4, Wien 6 (1880)
- Wohnhaus, Preßgasse 26, Wien 4 (1883)
- Wohnhaus, Gumpendorfer Straße 79, Wien 6
- Wohnhaus, Amerlingstraße 5, Wien 6 (1887–1890)
- Wohnhaus, Obere Amtshausgasse 27, Wien 5 (1888–1889)
- Wohn-, Geschäfts- und Fabrikhaus Ludwig, Hofmühlgasse 14 / Münzwardeingasse 2 / Magdalenenstraße 34, Wien 6 (1889)
- Wohn- und Geschäftshaus, Schönbrunner Straße 125, Wien 5 (1890)
- Wohnhaus, Hirschengasse 4, Wien 6
- Ehemaliges Fabrik- und Wohnhaus Kettenhof, Joanelligasse 10, Wien 6
- Wohnhaus, Große Neugasse 42, Wien 4 (1891)
- Wohnhaus, Bräuhausgasse 4, Wien 5 (1891–1892)
- Villa Seehort, Hauptstraße 133, Pörtschach am Wörthersee (1893)
- Villa Miralago, Hauptstraße 129, Pörtschach am Wörthersee (1893)
- Lampenfabrik und Warenhaus, Leebgasse 30–32, Wien 10 (1898)
- Wohnhaus Schraubenhof, Linke Wienzeile 18, Wien 6 (1900)